# Лахтин, Борис Александрович
Борис Александрович Лахтин (1920—1987) — подполковник Советской Армии, участник Великой Отечественной войны, Герой Советского Союза (1944).

## Биография
Родился 15 августа 1920 года в Боровске (ныне — Калужская область). После окончания средней школы и Тамбовского лётного училища Гражданского воздушного флота работал инструктором учебной эскадрильи гражданской авиации в Пензе. В январе 1942 года призван в Рабоче-крестьянскую Красную Армию и направлен на фронт Великой Отечественной войны.
Гвардии лейтенант. Летчик 62-го гвардейского отдельного авиаполка ГВФ 16-й воздушной армии 1-го Белорусского фронта, К июню 1944 года совершил 512 боевых вылетов для поражения важных объектов противника в его глубоком тылу, а также для доставки важных грузов и перевозки партизан, 172  из которых -  в тёмное время суток.
Указом Президиума Верховного Совета СССР от 19 августа 1944 года за «образцовое выполнение боевых заданий командования на фронте борьбы с немецкими захватчиками и проявленные при этом мужество и героизм» гвардии лейтенант Борис Лахтин был удостоен высокого звания Героя Советского Союза с вручением ордена Ленина и медали «Золотая Звезда» за номером 4374.
В 1947 году в звании подполковника уволен в запас. Проживал в посёлке Внуково в черте Москвы. Работал пилотом гражданской авиации. Скончался 15 июля 1987 года. Похоронен на Пыхтинском кладбище г. Москвы.
Награждён двумя орденами Ленина, орденами Красного Знамени, Отечественной войны 1-й степени и Красной Звезды, двумя орденами «Знак Почёта», рядом медалей.

## Память
- В честь Бориса Лахтина назван самолет Sukhoi Superjet 100 (регистрационный номер RA-89051) авиакомпании «Аэрофлот»[2];
- Имя Бориса Лахтина было нанесено на аннотационной доске к авиапамятнику Ил-18, установленному на привокзальной площади аэропорта Шереметьево-1 в 1979 году и уничтоженному в апреле 2012 года;
- На мемориальном комплексе «Аллея Героев» в городе Боровске, установлена памятная плита с именем Б.А.Лахтина[3];
- В мае 2016 года, в Боровске, на доме № 8 по улице Ленина, в котором проживал Борис Александрович Лахтин, установлена мемориальная доска[4].